# Louis-Philippe Dalembert
Louis-Philippe Dalembert (Puerto Príncipe, Haití, diciembre de 1962) es un escritor de habla francesa y criollo haitiano. Su obra ha sido traducida a varios idiomas incluso el español.

## Biografía
Nacido en Puerto Príncipe en diciembre de 1962, Louis-Philippe Dalembert es hijo de una maestra y de un director de escuela primaria. Tras fallecer su padre a los pocos meses de haber nacido él, la familia se va a encontrar en dramáticos apuros. Por lo tanto, se criará, en los primeros años de su niñez, en el barrio popular capitalino Bel-Air y rodeado de mujeres: las primas de su madre - quien trabaja en provincias y sólo regresa a la capital los fines de semana -, su hermana mayor, sus tías abuelas y su abuela materna. Ella es quien lleva la batuta en un Puerto Príncipe donde gobierna con mano de hierro François Duvalier. A los seis años es cuando Louis Philippe va a experimentar su primera gran separación: la familia se marcha a vivir a otro barrio. De ello sacará una novela titulada El lápiz del buen Dios no tiene goma, huella de una infancia muy religiosa que lleva la marca del sabbat.

Con una formación literaria y periodística, Dalembert trabaja en su país de origen primero de periodista antes de irse a Francia en 1986 donde prosigue y termina sus estudios en la Universidad de París 3-La Nueva Sorbona con un doctorado en literatura comparada sobre el escritor cubano Alejo Carpentier.

Desde que marchó por primera vez de Haití, este vagamundo polígloto ha vivido por turno en Nancy, París, Roma, Jerusalén, Berlín, Milwaukee, etc. Ha estado viajando por todas las partes hacia donde sus pasos lo pudieron llevar...  a través del eco siempre nuevo  de la tierra natal. Son patentes las huellas de este vagabundeo en una obra en la que a menudo dialogan dos o más espacios así como a veces también dos tiempos.

Hoy, Dalembert está viviendo ya en París, ya en Puerto Príncipe, ya en Italia, ya en otras partes.

## Obras

### Prosa
- Le Songe d'une photo d'enfance, cuentos, Paris: Serpent à Plumes, 1993. Paris: Serpent à Plumes, coll. « Motifs », 2005.
- Le crayon du bon Dieu n'a pas de gomme, novela, Paris: Stock, 1996. Paris: Serpent à Plumes, coll. « Motifs », 2004. Port-au-Prince: Éditions des Presses nationales, 2006.
- L'Autre Face de la mer, novela, Paris: Stock, 1998. Paris: Serpent à Plumes, coll. « Motifs », 2005. Port-au-Prince: Éditions des Presses nationales, 2007. Alger : Apic, 2009. Port-au-Prince: C3 Éditions, 2014.
- L'Île du bout des rêves, novela, Paris: Bibliophane/Daniel Radford, 2003. Paris: Serpent à Plumes, coll. « Motifs », 2007.
- Vodou ! Un tambour pour les anges, relato, en colaboración con David Damoison (photos) y Laënnec Hurbon (préface), Paris: Autrement, 2003.
- Rue du Faubourg Saint-Denis, novela, Monaco: Éditions du Rocher, 2005.
- Les dieux voyagent la nuit, novela, Monaco: Éditions du Rocher, 2006. Port-au-Prince: C3 Éditions, 2014.
- Histoires d'amour impossibles... ou presque, cuentos, Monaco: Éditions du Rocher, 2007.
- Noires blessures, novela, Paris: Mercure de France, 2011.
- Ballade d'un amour inachevé, novela, Paris: Mercure de France, 2013. Port-au-Prince: C3 Éditions, 2014.
- Avant que les ombres s'effacent, novela, Paris: Sabine Wespieser, 2017.
- Mur Méditerranée, novela, Paris: Sabine Wespieser, 2019.
- Milwaukee Blues, novela, Paris: Sabine Wespieser, 2021.

### En criollo haitiano
- Epi oun jou konsa tèt Pastè Bab pati, novela, Port-au-Prince: Éditions des Presses nationales, 2007.

### Documento
- Le Roman de Cuba, Monaco: Éditions du Rocher, 2009.

### Ensayo
- Haïti, une traversée littéraire, en colaboración con Lyonel Trouillot, Paris: Éditions Philippe Rey/Culturesfrance, 2010.

### Poesía
- Évangile pour les miens, Port-au-Prince : Choucoune, 1982.
- Et le soleil se souvient (suivi de) Pages cendres et palmes d'aube, Paris: L'Harmattan, 1989.
- Du temps et d'autres nostalgies, Rome: Les Cahiers de la Villa Médicis, n° 9.1 (24-38), 1995.
- Ces îles de plein sel, La Chaux-de-Fonds: Vwa n° 24 (151-171), 1996.
- Ces îles de plein sel et autres poèmes, Paris: Silex/Nouvelles du Sud, 2000.
- Dieci poesie (Errance), Pordenone: Quaderni di via Montereale, 2000.
- Poème pour accompagner l’absence, Paris: Agotem, n° 2, Obsidiane, 2005. Montréal: Mémoire d’Encrier, 2005.
- Transhumances, Paris: Riveneuve éditions, 2010.
- En marche sur la terre, Paris: Éditions Bruno Doucey, 2017
- Cantique du balbutiement, Paris: Éditions Bruno Doucey, 2020
- Poèmes pour accompagner l'absence et autres recueils", Paris: Points, 2021

### Libros traducidos al español
- El lápiz del buen Dios no tiene goma (traducción de Manuel Serrat Crespo), novela, Barcelona: Ediciones del Bronce, 2002.
- La otra cara del mar (traducción de Manuel Serrat Crespo), novela, Barcelona: Ediciones del Cobre, 2004.
- Los dioses viajan de noche (traducción de Lourdes Arencibia), novela, La Habana: Casa de las Américas, 2008.

## Premios y reconocimientos
- Gran Premio de Poesía de la ciudad de Angers, 1987.
- Miembro de la Villa Médicis en Roma, 1994-1995.
- Beca de la Unesco-Aschberg: residencia para escribir en Mishkenot Sha'ananim, Jérusalem, 1997.
- Premio RFO del libro por la novela L'Autre Face de la mer, París, 1999.
- Beca Poncetton de la Sociedad de gente de Letras por la novela L'Autre Face de la mer, París, 1999.
- Beca de creación del CNL para la redacción de la novela Rue du Faubourg Saint-Denis, París, 2003.
- Premio Casa de las Américas por Les dieux voyagent la nuit, Cuba, 2008.
- Berliner Künstlerprogramm des DAAD, Berlín, 2010-2011.
- Caballero del Orden de las Artes y las Letras, Francia, 2010.
- Premio especial "Ville de Limoges" por la novela Noires Blessures, Limoges, 2011.
- Mejor Ensayo 2011, Trofeo de las Artes Afrocaribeñas por Haïti. Une traversée littéraire, París, 2011.
- Premio Thyde Monnier de la Sociedad de Gente de Letras por la novela Ballade d'un amour inachevé, París, 2013.
- Premio del jurado de l'Algue d'Or por la novela Ballade d'un amour inachevé, Saint-Briac-sur-Mer, 2014.

## Dirección de obras
- I Caraibi prima di Cristoforo Colombo: la Cultura del popolo Taíno (en colaboración con Carlo Nobili y Daniela Zanin), Roma: Istituto Italo-Latino Americano, 1998.
- Haiti attraverso la sua letteratura, Roma: Istituto Italo-Latino Americano, 2000.
- La Méditerranée Caraïbe, Thionville : Passerelles # 21, automne-hiver 2000. Número especial dedicado a 35 autores y críticos del Caribe francófono, hispanófono y anglófono.
- Les Peintres du vodou – I pittori del vudù, Catálogo bilingüe de la exposición del mismo nombre, Roma: Istituto Italo-Latino Americano/Edizioni Diagonale, 2001.